# Xylobium dusenii
Xylobium dusenii är en orkidéart som beskrevs av Friedrich Fritz Wilhelm Ludwig Kraenzlin. Xylobium dusenii ingår i släktet Xylobium och familjen orkidéer. Inga underarter finns listade i Catalogue of Life.